# Vláda Petera Pellegriniho
Vláda Petera Pellegriniho byla v letech 2018–2020 vláda na Slovensku. Jmenována byla 22. března 2018 prezidentem Andrejem Kiskou. Předsedou vlády byl Peter Pellegrini z nejsilnější parlamentní strany SMER – sociálna demokracia, která zvítězila v parlamentních volbách 2016. Vládu tvořilo 15 členů (6 ze strany SMER-SD, 3 nestraníci za SMER-SD, 1 ze strany SNS, 2 nestraníci nominovaní SNS, 3 ze strany Most-Híd). Její složení bylo převážně shodné s předchozím Ficovým kabinetem. V březnu 2020 ji po parlamentních volbách nahradila vláda Igora Matoviče.

## Vznik
Po pádu třetí vlády Roberta Fica v důsledku politické krize po vraždě novináře Jána Kuciaka dne 15. března 2018, pověřil prezident Andrej Kiska ještě téhož dne sestavením nové vlády jejího dosavadního místopředsedu Petera Pellegriniho.
Pellegrini začal sestavovat svůj kabinet 16. března. První složení vlády bylo známo 19. března; prezident Kiska nicméně odmítl tuto vládu jmenovat a požadoval personální změny. Dne 21. března se Kiska obeznámil s novým návrhem (jednalo se hlavně o výměnu na postu ministra vnitra), a rozhodl se novou vládu jmenovat hned následujícího dne.
Pellegriniho vláda získala 26. března 2018 důvěru, když pro ni hlasovalo 81 ze 144 přítomných poslanců. Podpořili ji členové vládních stran SMER-SD, SNS a Most-Híd a tři nezařazení poslanci.

## Složení vlády
| Úřad                                                            | Člen vlády                         | Strana  | Strana            | Nástup do úřadu | Odchod z úřadu    |
| --------------------------------------------------------------- | ---------------------------------- | ------- | ----------------- | --------------- | ----------------- |
| Předseda vlády                                                  | Peter Pellegrini                   |         | SMER-SD           | 22. března 2018 | 21. března 2020   |
| Místopředseda vlády Ministr pro investice a informatizaci       | Richard Raši                       |         | SMER-SD           | 22. března 2018 | 21. března 2020   |
| Místopředsedkyně vlády Ministryně zemědělství a rozvoje venkova | Gabriela Matečná                   |         | SNS               | 22. března 2018 | 21. března 2020   |
| Místopředseda vlády Ministr životního prostředí                 | László Sólymos                     |         | Most-Híd          | 22. března 2018 | 28. ledna 2020    |
| Místopředseda vlády Ministr životního prostředí                 | Árpád Érsek (pověřen řízením)      |         | Most-Híd          | 28. ledna 2020  | 21. března 2020   |
| Místopředseda vlády Ministr financí                             | Peter Kažimír                      |         | SMER-SD           | 22. března 2018 | 11. dubna 2019    |
| Místopředseda vlády Ministr financí                             | Peter Pellegrini (pověřen řízením) |         | SMER-SD           | 11. dubna 2019  | 7. května 2019    |
| Místopředseda vlády Ministr financí                             | Ladislav Kamenický                 |         | SMER-SD           | 7. května 2019  | 21. března 2020   |
| Ministr zahraničních věcí a evropských záležitostí              | Miroslav Lajčák                    |         | nestr. za SMER-SD | 22. března 2018 | 21. března 2020   |
| Ministr(yně) vnitra                                             | Tomáš Drucker                      |         | nestr. za SMER-SD | 22. března 2018 | 17. dubna 2018    |
| Ministr(yně) vnitra                                             | Peter Pellegrini (pověřen řízením) |         | SMER-SD           | 17. dubna 2018  | 26. dubna 2018    |
| Ministr(yně) vnitra                                             | Denisa Saková                      |         | SMER-SD           | 26. dubna 2018  | 21. března 2020   |
| Ministr spravedlnosti                                           | Gábor Gál                          |         | Most-Híd          | 22. března 2018 | 21. března 2020   |
| Ministr obrany                                                  | Peter Gajdoš                       |         | SNS               | 22. března 2018 | 21. března 2020   |
| Ministr hospodářství                                            | Peter Žiga                         |         | SMER-SD           | 22. března 2018 | 21. března 2020   |
| Ministr práce, sociálních věcí a rodiny                         | Ján Richter                        |         | SMER-SD           | 22. března 2018 | 21. března 2020   |
| Ministr(yně) zdravotnictví                                      | Andrea Kalavská                    |         | nestr. za SMER-SD | 22. března 2018 | 17. prosince 2019 |
| Ministr(yně) zdravotnictví                                      | Peter Pellegrini (pověřen řízením) | SMER-SD | 17. prosince 2019 | 21. března 2020 |                   |
| Ministryně školství, vědy, výzkumu a sportu                     | Martina Lubyová                    |         | nestr. za SNS     | 22. března 2018 | 21. března 2020   |
| Ministryně kultury                                              | Ľubica Laššáková                   |         | SMER-SD           | 22. března 2018 | 21. března 2020   |
| Ministr dopravy a výstavby                                      | Árpád Érsek                        |         | Most-Híd          | 22. března 2018 | 21. března 2020   |

### Počet členů podle navrhujících subjektů
| - SMER-SD  | 9 |
| - SNS      | 3 |
| - Most-Híd | 3 |